# William Norris, 1:e baronet
William Norris, född 1658, död 1702, var en brittisk diplomat, bror till John Norris.
Norris var 1675-1701 medlem av underhuset och sändes 1699 som ambassadör till Stora Mogul för att utverka handelsförmåner i Indien åt "Engelska kompaniet", ett med Ostindiska kompaniet rivaliserande nybildat handelskompani. 
Norris fick omsider företräde hos Aurangzib i dennes fältläger nära Bijapur 1701, men förmådde, motverkad av Ostindiska kompaniet, inte uträtta något och avled på hemvägen till England.